# Becoming Remixed
Albums de Sneaker Pimps
Becoming X
(1996) Splinter
(1999)
Becoming Remixed est un album de remixes des Sneaker Pimps, sorti le 10 mars 1998.
Ce disque, publié en édition limitée de 30 000 exemplaires, propose des remixes du premier album du groupe, Becoming X.
L'album s'est classé 24e au Heatseekers.

## Liste des titres
| No  | Titre                                                                                    | Durée |
| --- | ---------------------------------------------------------------------------------------- | ----- |
| 1.  | Spin Spin Sugar (Armand's Dark Garage Mix) (Remix : Armand van Helden)                   | 9:02  |
| 2.  | Walking Zero (Tuff & Jam Unda-Vybe Vocal) (Remix : Tuff Jam)                             | 6:38  |
| 3.  | Post-Modern Sleaze (The Salt City Orchestra Nightclub Mix) (Remix : Salt City Orchestra) | 8:40  |
| 4.  | Spin Spin Sugar (Armand's Bonus Dub) (Remix : Armand van Helden)                         | 5:31  |
| 5.  | Post-Modern Sleaze (Reprazent Mix) (Remix : Roni Size / Reprazent)                       | 7:03  |
| 6.  | 6 Underground (Perfecto Mix) (Remix : Perfecto)                                          | 6:05  |
| 7.  | Tesko Suicide (Americruiser Mix) (Remix : Eli Janney et Steve Raskin)                    | 3:52  |
| 8.  | Roll On (Fold Mix) (Remix : Paul Oakenfold)                                              | 4:56  |
| 9.  | 6 Underground (The Umbrellas of Ladywell Mix #2) (Remix : The Umbrellas of Ladywell)     | 4:06  |
| 10. | Post-Modern Sleaze (Flight From Nashville) (Remix : Jim Abbiss)                          | 3:28  |